# 누리플렉스
누리플렉스(NuriFlex Co. Ltd.)는 대한민국의 지능형 검침인프라 사업 기업이다. 본사는 서울특별시 서초구 사평대로 16 누리빌딩에 위치해 있으며 대표이사는 한정훈이다. 2021년 상호를 A.T.I 시스템에서 누리텔레콤으로 다시 현재의 상호로 변경하였다.

## 논란
2024년 대표이사의 구속사실을 지연 공시하면서 소액주주 1만명이 하루 만에 73억 원의 평가 손실을 입었고 한국거래소는 불성실 공시법인 지정 여부를 검토한 적이 있다

## 참고문헌
1. ↑  캐나다에 위치하고 있는 외국법인
2. ↑  백종석, 한국IR협의회 기업리서치센터 기술분석보고서-누리플렉스, 2023.02.28[깨진 링크(과거 내용 찾기)]
3. ↑  최윤희, 한국IR협의회  기술분석보고서-누리플렉스, 2020.1.9.[깨진 링크(과거 내용 찾기)]
4. ↑  누리플렉스, 한정훈 신임 대표이사 취임
5. ↑  본업 휘청이는 누리플렉스…재무 이상기류 속 무거운 해외 과제, IB토마토, 2021-06-30
6. ↑  박기영, '대표 구속' 숨긴 누리플렉스, 개미만 '멘붕', 2024.01.03